# عاصمة مؤقتة
العاصمة المؤقتة هي مدينة أو بلدة تختارها الحكومة المركزية قاعدةً مؤقتةً للعمليات بسبب بعض الصعوبات في الاحتفاظ بمنطقة حضرية مختلفة أو السيطرة عليها. إن الظروف الأكثر شيوعًا التي تؤدي إلى اعتماد العاصمة المؤقتة هي إما الحرب الأهلية داخل البلاد، حيث يجري التنافس على السيطرة على العاصمة، أو في أثناء الغزو أو الاحتلال، حيث يتم الاستيلاء على العاصمة أو تهديدها.

## عبر التاريخ
تتضمن الأمثلة عبر التاريخ:
- خلال حرب الاستقلال المجرية (1848-1849)، انتقلت الحكومة من بودابيست إلى دبرتسن.[1]
- خلال الحرب الأهلية الكولومبية (1860-1862)، أُعلِنت باستو عاصمةً مؤقتة من قبل قادة حزب المحافظين الكولومبي.[2]
- خلال فترة القيادة وفي أثناء الأسابيع الأولى للحرب الأهلية الأمريكية، اجتمعت الحكومة المؤقتة للولايات الأمريكية الكونفدرالية في مونتغمري، ألاباما[3] قبل الانتقال إلى ريتشموند، فرجينيا بعد انضمام فرجينيا إلى الكونفدرالية. وبالمثل، بعد سقوط ريتشموند في عام 1865، أُجليت الحكومة إلى دانفيل بولاية فرجينيا.[4]
- خلال الحرب الفرنسية البروسية (1870-1871)، اتخذت حكومة الدفاع الوطني الفرنسية عاصمتين مؤقتتين لحكمها. ترأس الرئيس لويس جول تروشو الوزارات الحكومية في باريس المحاصرة ليتخذها عاصمة له، بينما أجلى وزير الداخلية ليون غامبيتا وزاراتٍ أخرى إلى مدينة بوردو لتصبح عاصمته الرئيسية.
- في أثناء حكم الراج البريطاني في الهند، انتقلت بعض أجزاء الإدارة مؤقتًا كل صيف إلى شيملا، حيث يكون الطقس أبرد.
- كان لحكومة جمهورية الفلبين الأولى برئاسة إميليو أغينالدو أربع عواصم مؤقتة مختلفة للبلاد في أثناء الثورة الفلبينية ضد الاستعمار الإسباني والاحتلال الأمريكي اللاحق للبلاد: مالولوس، وباكولور، وكاباناتوان، وبالانان.
- في أثناء الحملة الصربية في الحرب العالمية الأولى، نقلت حكومة مملكة صربيا مركز قيادتها مؤقتًا من بلغراد إلى نيش (1914-1915) وكورفو (1916-1918).
- خلال الحرب العالمية الأولى، انتقلت الحكومة الرومانية إلى مدينة ياشي بعد سقوط بوخارست على يد قوات دول المركز.[5]
- نظام عموم روسيا «البيضاء» لألكسندر كولتشاك في أومسك خلال الحرب الأهلية الروسية.
- خلال الحرب الأهلية الفنلندية في عام 1918، اعتُبرت فاسا عاصمةً مؤقتة لفنلندا البيضاء حين سيطر الحرس الأحمر على العاصمة القانونية هلسنكي.
- بعد هدنة 11 نوفمبر عام 1918 التي أنهت القتال في الحرب العالمية الأولى، اعتُبرت برلين العاصمة خطرة للغاية على الجمعية الوطنية لاتخاذها مكانًا للاجتماع، بسبب أعمال الشغب التي نشبت في الشوارع بعد الثورة الألمانية. لذلك، اختيرت فايمار الهادئة ذات الموقع المركزي عاصمةً مؤقتة.
- ليتوانيا في كاوناس بدلًا من فيلنيوس خلال فترة ما بين الحربين حين كانت بولندا تسيطر على المدينة الأخيرة.
- خلال الحرب الأهلية الإسبانية، كان للقوميين في البداية عاصمة مؤقتة في برغش؛ فور بدء القوميون بمحاصرة مدينة مدريد التي تُعد العاصمة الرئيسية لإسبانيا، حافظ الجمهوريون على عواصم مؤقتة أولًا في بلنسية، ثم في برشلونة، وأخيرًا عادوا إلى بلنسية حين سقطت برشلونة بعد تقدم الثوار القوميين.
- خلال الحرب الصينية اليابانية الثانية، استولت إمبراطورية اليابان على نانجينغ عاصمة جمهورية الصين (1912-1949)، ما أجبر جمهورية الصين على الانتقال إلى تشونغتشينغ واعتبارها عاصمةً مؤقتة لهم.
- في ذروة الحرب الأهلية الصينية في عام 1949، أجْلت جمهورية الصين الشعبية حكومتَها المركزية والجيش والعديد من المواطنين المخلصين –الذين بلغ عددهم 1.2 إلى مليوني فرد تقريبًا– إلى مدينة تايبيه، الواقعة في إقليم جزيرة تايوان المتنازع عليه. كانت تايوان تحت سيطرة جمهورية الصين منذ استسلام اليابان في نهاية الحرب الصينية اليابانية الثانية في عام 1945. وإلى يومنا هذا، بقي الوضع الرسمي لتايبيه «عاصمة مؤقتة»، في حين أن نانجينغ لا تزال العاصمة «الشرعية» لجمهورية الصين.
- انتقل برلمان فنلندا من العاصمة هلسنكي إلى مدينة كوهاجوكي خلال حرب الشتاء.
- خلال الحرب العالمية الثانية، وبسبب عمليات الإخلاء التي أعقبت غزو ألمانيا النازية للاتحاد السوفييتي، كان للأخير عواصم فعلية مختلفة:
  - كويبيشيف (سامارا الآن): خُطط لها أن تكون العاصمة المؤقتة في حال احتلال موسكو والعاصمة الإدارية والدبلوماسية المؤقتة الفعلية.
  - سفيردلوفسك (الآن يكاترينبورغ): العاصمة الصناعية المؤقتة الفعلية.[6]
  - قازان: العاصمة العلمية المؤقتة الفعلية.
  - تيومين: العاصمة الروحية المؤقتة الفعلية.

- خلال الحرب الهندوصينية الأولى (1946-1954)، انتقلت الحكومة من هانوي إلى فيت باك.

- اعتبرت ألمانيا بعد عام 1945 مدينة برلين العاصمة الألمانية الأساسية. ولكن بسبب بداية الحرب الباردة بين الولايات المتحدة والاتحاد السوفييتي، قُسّمت برلين نفسها وعلى بعد 161 كيلومترًا (100 ميل) خارج الحدود الألمانية الداخلية داخل المنطقة التي يسيطر عليها الاتحاد السوفييتي، والتي أصبحت جمهورية ألمانيا الديمقراطية بعد ذلك بفترة وجيزة. ونتيجة لذلك، تأسّست بون عاصمةً مؤقتةً لجمهورية ألمانيا الاتحادية حتى إعادة توحيد البلاد بعد سقوط جدار برلين في عام 1990. انتقلت حكومة جمهورية ألمانيا الاتحادية ومعظم مكاتبها منذ ذلك الحين إلى برلين، ولكن جزءًا كبيرًا من مكاتبها بقي في بون. (لا يذكر الدستور الألماني العاصمة إلا منذ عام 2008.)
- خلال الحرب الكورية، نقلت حكومة كوريا الجنوبية عاصمتها مؤقتًا إلى مدينة بوسان قبل تقدم الجيش الشعبي الكوري الذي هجم على سول واحتلها. أعادت كوريا الجنوبية تأسيس سيئول عاصمةً دائمةً لكوريا الجنوبية بعد الهدنة الحربية الكورية.
- خلال حرب التحرير البنغلاديشية، أعلنت حكومة بنغلاديش المؤقتة موجيبناجار عاصمةً مؤقتةً للبلاد، مع أن مقر الحكومة في المنفى بقي في كلكتا لمعظم أيام الحرب.
- كانت الجمهورية العربية الصحراوية الديمقراطية قد طالبت بعواصم مؤقتة في بئر لحلو وحاليًا في تفاريتي، على عكس العاصمة الشرعية العيون. يتمثل مقرها الفعلي بولاية تندوف الجزائرية.
- عقدت الحكومة الانتقالية الاتحادية الصومالية اجتماعاتها في عدة مواقع مختلفة داخل أراضيها بدلًا من العاصمة مقديشو، بينما اعتُبرت الأخيرة خطيرة للغاية لعقد الاجتماعات.
- أثناء الحرب الأهلية الليبية، أعلن المجلس الوطني الانتقالي أن قاعدةَ عملياته في بنغازي عاصمةٌ مؤقتة لدولة ليبيا، إذ أعلن المجلس الوطني الانتقالي في وقت سابق أن عاصمته هي طرابلس، التي تسيطر عليها الجماهيرية العربية الليبية الشعبية الاشتراكية العظمى تحت قيادة معمر القذافي.[7]
- في أعقاب الانقلاب اليمني 2014-2015، أعلن الرئيس المخلوع عبد ربه منصور هادي أن عدن هي العاصمة المؤقتة لليمن بينما يسيطر المتمردون الحوثيون على العاصمة الرئيسية صنعاء.[8]
- اتخذ مجلس الوزراء التركي مدينة إزمير عاصمةً مؤقتة لفترة قصيرة بعد محاولة الانقلاب في 15 يوليو عام 2016.